# Абрышкино
Абрышкино — село в Грачёвском районе Оренбургской области в составе Русскоигнашкинского сельсовета.

## География
Находится по левому берегу реки Ток на расстоянии примерно 6 километров по прямой на восток-северо-восток от районного центра села Грачёвка.

## История
Село образовалось в 1826 году. Названо по имени первопоселенца. В период 1906—1910 годов была построена Михайловская церковь, которая работала до 1932 года (ныне разрушена).  

## Население
Население составляло 156 человек (90 % русские) по переписи 2002 года ,  118 по переписи 2010 года.